# Враня
Вра́ня (болг. Враня) — село в Благоєвградській області Болгарії. Входить до складу общини Санданський.

## Населення
За даними перепису населення 2011 року у селі проживала 151 особа.
Національний склад населення села:
| Національність   | Кількість осіб | Відсоток |
| ---------------- | -------------- | -------- |
| болгари          | 148            | 98,0%    |
| турки            | 0              | 0%       |
| цигани           | 0              | 0%       |
| інша             | 3              | 2,0%     |
| не визначились   | 0              | 0%       |
| Всього відповіли | 151            |          |

Розподіл населення за віком у 2011 році:
Динаміка населення: